# Escuinapa
Escuinapa là một đô thị thuộc bang Sinaloa, México. Năm 2005, dân số của đô thị này là 49655 người.